# Chipiona
Chipiona is een kustgemeente in de Spaanse provincie Cádiz in de regio Andalusië met een oppervlakte van 33 km². Op 1 januari 2012 telde Chipiona 18.849 inwoners.

## Demografische ontwikkeling
Bron: INE; 1857-2011: volkstellingen

## Geboren
- Rocío Jurado (1944-2006), zangeres en actrice

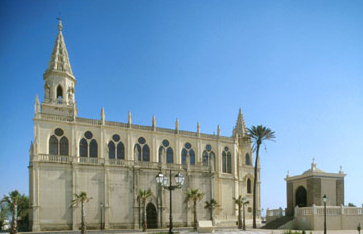
Kerk in Chipiona